# Football américain aux Jeux mondiaux
Le football américain est introduit aux Jeux mondiaux lors de l'édition 2005.

## Historique
Le football américain est joué pour la première fois en tant qu'épreuve des Jeux mondiaux en 2005, en tant que sport de démonstration. Une seconde édition est permise par l'IWGA en édition 2017, toujours en tant que sport de démonstration.

## Palmarès
| Édition | Lieu      | Or        | Argent    | Bronze     |
| ------- | --------- | --------- | --------- | ---------- |
| 2005    | Duisbourg | Allemagne | Suède     | France     |
| 2017    | Wrocław   | France    | Allemagne | États-Unis |